# Bosanski Petrovac
Bosanski Petrovac (bosnisch serbisch kyrillisch: Босански Петропвиц) ist eine Stadt und Großgemeinde (Općina) im nordwestlichen Teil von Bosnien und Herzegowina. Sie gehört zum Kanton Una-Sana der Föderation Bosnien und Herzegowina.

## Geografie
Die Stadt liegt an der Magistralstraße 5 von Bihać nach Sarajevo.

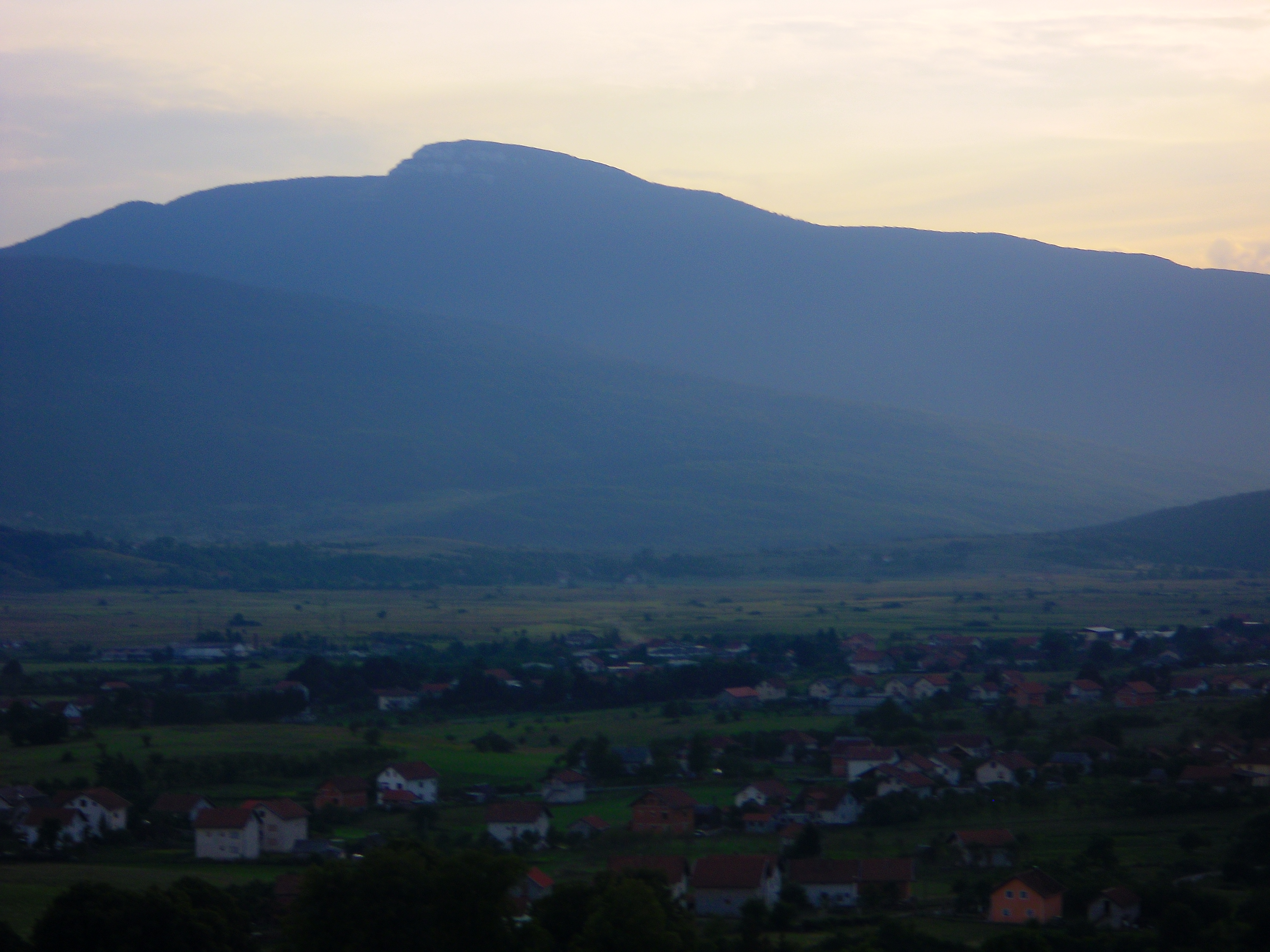
Blick auf Bosanski Petrovac und den Berg Osječenica

Die Großgemeinde hat eine Fläche von 717 km²; vor der Teilung der Großgemeinde und der dadurch erfolgten Abspaltung der Gemeinde Petrovac (Republika Srpska) infolge des Dayton-Vertrags waren es 853 km². Knapp zwei Drittel dieser Fläche sind bewaldet.
Geographisch ist die Općina in zwei Bereiche gegliedert: einerseits fruchtbare Täler, in denen Landwirtschaft möglich ist. Die Täler sind durch Gebirge von bis zu 1795 m umschlossen. Einen zweiten Abschnitt bildet die teilweise bewaldete Hügellandschaft, in der sich auch der Hauptort befindet.
Das Klima ist mild-kontinental mit 20 bis 22 Grad Celsius Durchschnittstemperatur im Juli und −2 bis +2 Grad Celsius im Dezember und Januar.

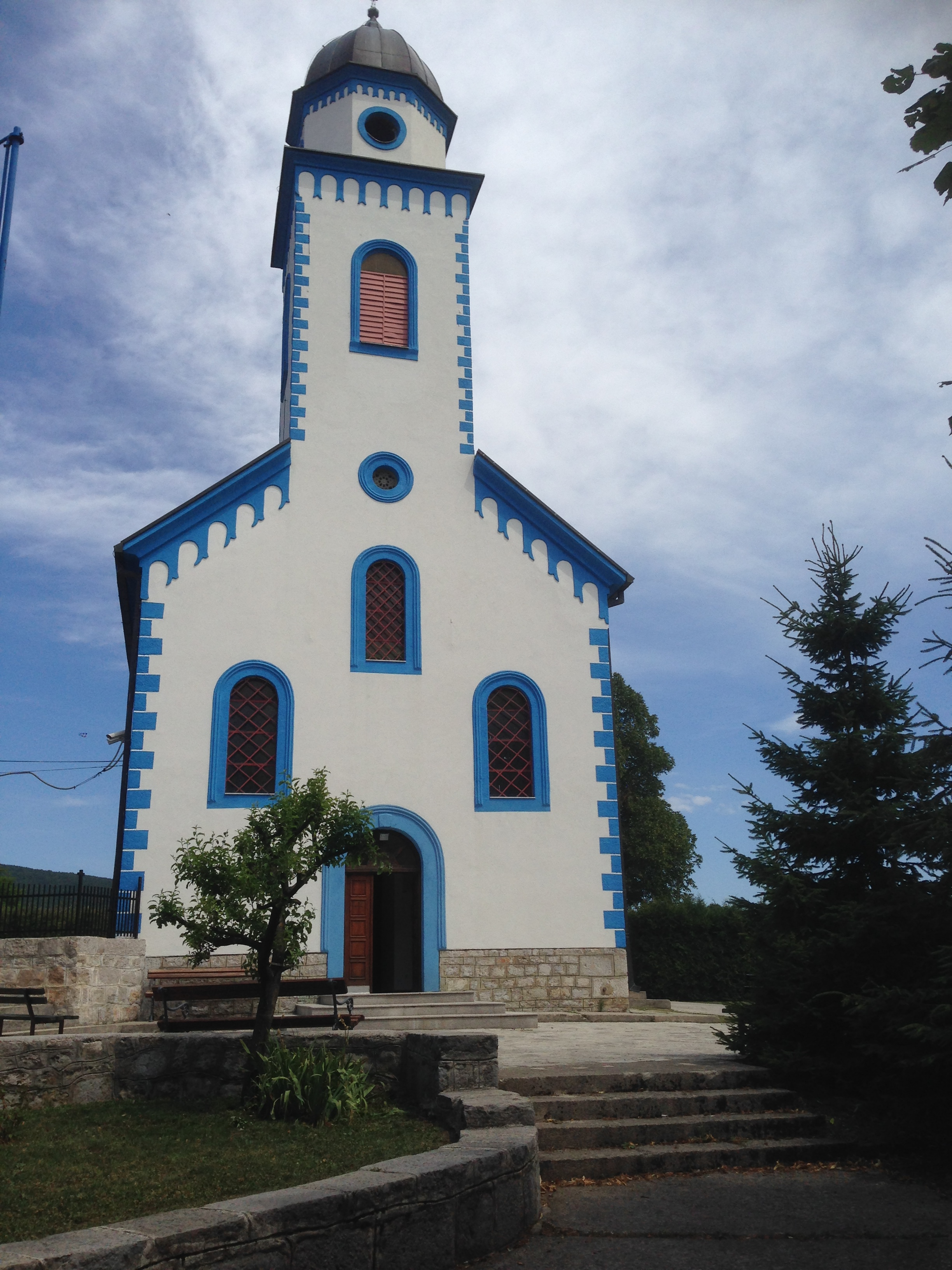
Serbisch-orthodoxe Kathedrale Hl. Apostel Peter und Paul im Stadtzentrum

## Geschichte
Überreste einer römischen Handelsstraße deuten auf eine Besiedlung schon in der Antike hin.
In der Stadt wurde 1890 die heutige Serbisch-orthodoxe Kathedrale Hl. Apostel Peter und Paul erbaut und 1891 eingeweiht. Bis 1990 war sie die Pfarrkirche der Stadt.
Während des Zweiten Weltkriegs nutzten Tito und das Oberkommando der Partisanen die Stadt für einige Monate als Stützpunkt. In der Nähe befand sich das Zentralkrankenhaus der Partisanen. Nach dem Zweiten Weltkrieg entstand das Museum des aus Bosanski Petrovac stammenden Dichters Skender Kulenović.
Während des Bosnienkrieges war die Općina heftig umkämpft. Die Stadt selbst erlitt wenig Zerstörungen, während alle umliegenden Ortschaften zu mindestens 50 Prozent zerstört wurden.
Vor dem Krieg lebten in der Općina mehrheitlich bosnische Serben, vor allem im Norden und im Süden des Verwaltungsbezirkes, der heute die Opština Petrovac-Drinić (RS) bildet.

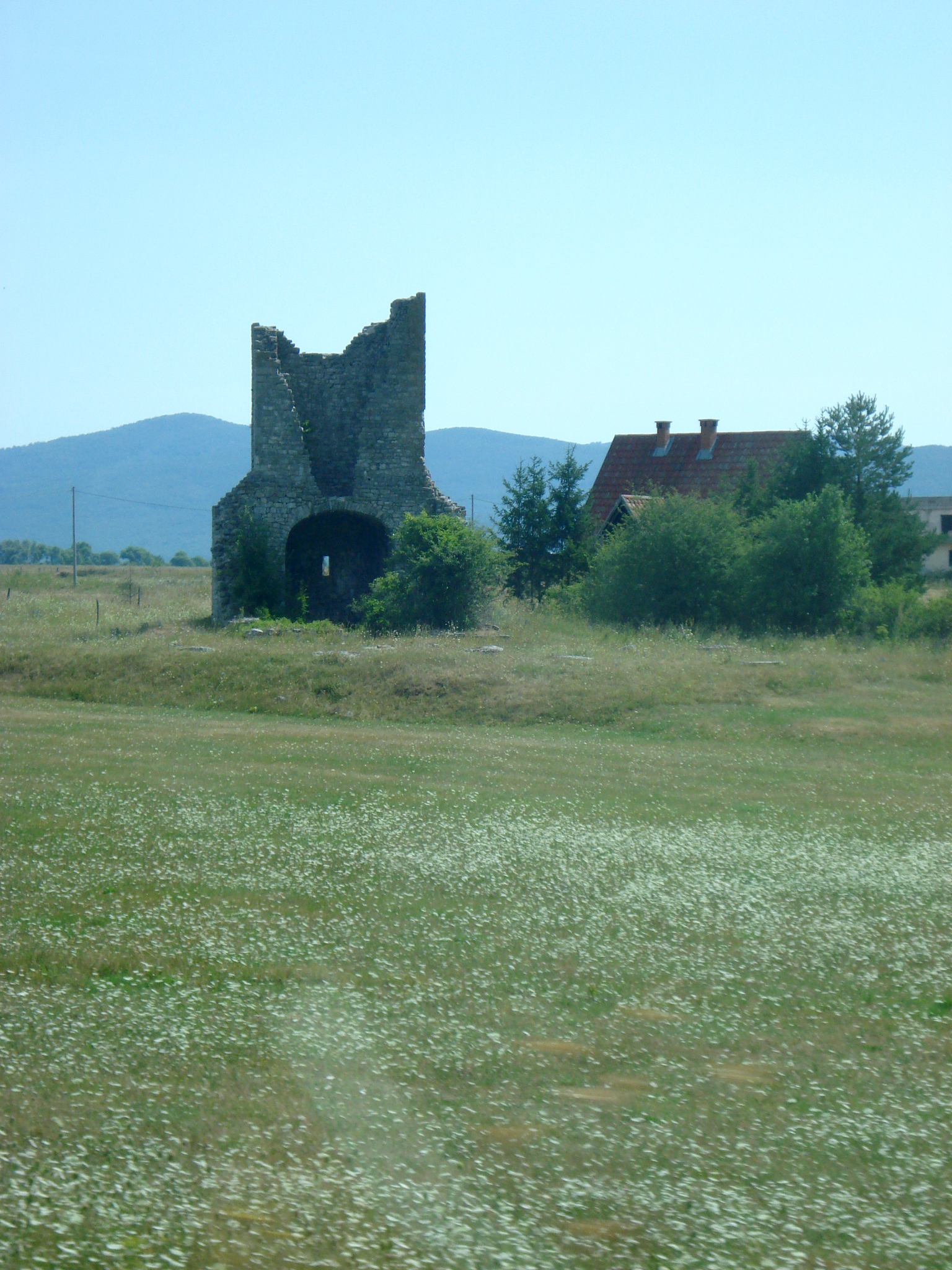
Bosanski Petrovac: Kirchenruine (2007)

## Bevölkerung
Die Großgemeinde hatte 1991 15.621 Einwohner, davon bezeichneten sich 11.694 als Serben (74,9 %), 3.288 als Bosniaken (21 %) und 639 als Angehörige anderer Ethnien.
In der Stadt selbst waren die 2.678 Bosniaken die größte Gruppe (49,8 %). 2.345 Bewohner bezeichneten sich als Serben (43,6 %). Dagegen gab es in den meisten kleineren Orten der Gemeinde eine absolute serbische Bevölkerungsmehrheit. Lediglich zwei Dörfer waren vorwiegend muslimisch.
Durch den Bosnienkrieg kam es zu erheblichen Bevölkerungsverschiebungen. Im Jahr 1998 wurden 6.963 Bosniaken, 474 bosnische Serben, 17 bosnische Kroaten und 1 Angehöriger anderer Ethnien gezählt, davon die meisten Vertriebene. Bei der Gesamtzahl von 7.455 muss zwar die Verringerung des Territoriums um etwa 145 km² berücksichtigt werden, dennoch war es zu einem großen Bevölkerungsverlust gekommen.
Bei der letzten Volkszählung 2013 wurden 3.996 Serben, 3.179 Bosniaken, 26 Kroaten und 127 Angehörige anderer Ethnien gezählt.

## Persönlichkeiten
- Mane Rokvić (* in Kolunić; † 1944), serbischer Tschetnik-Führer und Kriegsverbrecher
- Мarinko Rokvić (* 1954; † 2021), serbischer Sänger